# Segga
Segga (... – VI secolo) fu un usurpatore visigoto che reclamò per breve tempo il trono nel 587, prima di essere sconfitto dal legittimo re Recaredo I.

## Storia
In seguito alla conversione di Recaredo  dall'arianesimo alla Chiesa cattolica, una cospirazione guidata da Sunna, vescovo ariano di Mérida, tentò di insediare l'ariano Segga sul trono uccidendo probabilmente il vescovo cattolico di Mérida, Masona, ed il duca della provincia di Lusitania, Claudio. In risposta, Recaredo spedì Claudio a sedare la rivolta. I cospiratori vennero traditi da uno di loro, Viterico, e Segga fu catturato. Secondo Giovanni di Biclarum, a Segga vennero tagliate le mani (la punizione per gli usurpatori) e venne bandito in Galizia.
La rivolta venne supportata da numerosi conti visigoti, probabilmente tutti ariani, ma non necessariamente ribellatisi per i loro principi religiosi. I cospiratori vennero privati dei loro beni e spediti in esilio, ma uno dei capi ribelli, Vagrila, si rifugiò nella basilica di Sant'Eulalia. Venne chiamato Claudio per far restituire Vagrila, la sua famiglia, ed i suoi beni alla chiesa di Mérida, che li aveva ricevuti in dono. Masona, comunque, rilasciò Vagrila e la famiglia restituendogli le proprietà.